# WorkCycles
WorkCycles is een Nederlands bedrijf dat fietsen ontwikkelt en verkoopt. Het bedrijf maakt fietsen voor zakelijk, gezins- en persoonlijk gebruik en is gevestigd in Amsterdam. WorkCycles begon met het verkopen van fietsen voor industrieel gebruik, fietsen die zwaar beladen kunnen worden, vandaar de bedrijfsnaam.

## Achtergrond
Het bedrijf werd in 2003 opgericht door Henry Cutler, een Amerikaan die in Amsterdam woont. Workcyclesfietsen worden gebouwd in de fabrieken van Azor en Nijland.
Het bedrijf is ook erkend als leerbedrijf.
De fietsen zijn verkrijgbaar doorheen Nederland, maar ook in heel wat andere landen in Europa, Noord-Amerika en Oceanië.

## Beoordeling
Uit een vergelijkende test van het VARA-programma Kassa in 2008 kwam de bakfiets van WorkCycles er samen met de fiets van Bakfiets.nl er als beste uit.

## Producten
- Fietsen voor kindervervoer
  - Fr8 (in het Engels uitgesproken als 'freight')
  - Kr8-bakfiets
  - Onderwater Familie Tandem & Tandem XL

- Stadsfietsen
  - Fr8/Gr8
  - Secret Service
  - Opa/Oma
  - Kruisframe

- Transportfietsen (2 wielen)
  - Fr8/Gr8
  - Kr8 Delivery-transportfiets

- Bakfietsen (3 wielen)
  - Klassieke Nederlandse bakfiets
  - Verkoop- en IJscobakfiets